# Aline Valangin
Aline Valangin, de nom real Aline Rosenbaum-Ducommun (Vevey, cantó de Vaud, 9 de febrer de 1889 - Ascona, cantó de Ticino, 7 d'agost de1986) va ser una escriptora, pianista i psicoanalista suïssa.

## Biografia
Aline Valangin va ser la primera filla de Jules Ducommun (1859–1938, fill de Élie Ducommun, que va guanyar el Premi Nobel de la Pau de 1902), i de la seva dona Aline, de soltera Merz (1867–1921). El 1893 la família es va traslladar de Vevey a Berna. A partir de 1904, Valangin es va formar com a pianista al Conservatori de Lausana; no obstant això, només va poder dedicar-se al piano durant poc temps a causa d'una lesió a la mà. Després va treballar durant diversos anys a Alsàcia com a professora particular de piano i traductora.
El 1915 es va traslladar a Zuric, on va ser estudiant i assistenta de Carl Gustav Jung i aviat va començar a treballar ella mateixa com a psicoanalista.
De 1917 a 1940 va estar casada amb Wladimir Rosenbaum (1894–1984), un advocat i antiquari suís d'origen jueu rus. Amb ell rebia a casa seva, a Zuric, artistes i intel·lectuals del moment i ambdós eren activittes compromesos contra l'antisemitisme i el nazisme. El 1929 la parella va adquirir el Palazzo La Barca a Comologno, a la vall d'Onsernone, prop de la frontera italiana. Tant a Zuric com a Comologno va oferir temporalment allotjament a refugiats que fugien del feixisme o del nazisme, entre els quals Ignazio Silone, Ernst Toller, Max Ernst i Kurt Tucholsky. A la seva novel·la Dorf an der Grenze (Poble a la frontera) (escrita el 1946) va descriure críticament la situació d'un poble de la frontera suïssa durant la guerra, en conflicte amb la política d'asil suïssa; el llibre no es va poder publicar fins a l'any 1982.
El 1933 va conèixer el compositor Vladimir Vogel (1896–1984) i va anar a viure amb ell, primer a Brussel·les el 1937, després a París i finalment al Ticino el 1939. El 1940 Rosenbaum i Valangin es divorcien però sempre van mantenir una bona relació. Amb Vogel va estar casada de 1954 a 1965. Aline Valangin va viure les últimes dècades de la seva vida a Ascona, prop del seu primer marit i la nova família d'ell (esposa i dues filles). A Ascona, Valangin va escriure poemes i fer tapissos i hi va morir el 1986 amb noranta-set anys.
L'any 1996 Francine Rosenbaum va cedir el Fons Aline Valangin als Arxius de Cultura Contemporània de a Biblioteca Cantonal de Lugano. El fons inclou les obres de Valangin, moltes de les quals inèdites, i més de 1100 cartes que ella va rebre i unes 650 que ella va enviar.

## Obra
Edicions originals

- Dictées. Poemes. Edicions Sagesse, París 1936.
- Històries de la vall. Girsberger, Zuric 1937.
- L'Amande clandestina. Poemes. Edicions GLM, París 1939.
- Novel·les del Ticino. Girsberger, Zuric 1939.
- La Bargada. Una crònica. Gutenberg Book Guild, Zuric 1940.
- Casa Conti. Novel·la. Hallwag, Berna 1944.
- Victoire o l'última rosa. Novel·la. Steinberg, Zuric, 1946.
- Reflets. Poemes. Écrivains réunis, Lió 1956.
- Espai sense refren / Espace sans refrain. Poemes. Amb tres siluetes de Hans Arp. Tschudy (Els llibres quadrats 23), St. Gallen 1961.
- Dream shawm. Deesses – Retiro – The Stylit. Poemes. Karlsruher Bote, Karlsruhe 1969.
- Diari d'Israel. Poemes, Karlsruher Bote, Karlsruhe 1970.
- Declaracions. Poemes. Karlsruher Bote, Karlsruhe 1971.
- Vers et revers. Poemes. Lativa, n.d. 1978.
- Die silber Flöte (La flauta de plata). Dues novel·les psicològiques del Ticino. Sísif, Zuric 1980.
- Dorf an der Grenze (Poble a la frontera). Limmat, Zuric 1982. Nova edició 2023. ISBN 978-3-03926-050-8

Edicions més noves

- Stella. I altres històries de Ticino. Limmat, Zuric, 2001.
- Mare. Limmat, Zuric, 2001.
- La Bargada/poble de la frontera. Una crònica. Limmat, Zuric, 2002.
- Espai sense refren / Espace sans refrain. Poesies seleccionades. Limmat, Zuric, 2003.
- Històries de Ticino. Limmat, Zuric 2018.
- La Bargada. Limmat, Zuric 2022.
- Casa Conti. Limmat, Zuric 2022